# جواهر البلاغه
جواهر البلاغه از کتاب‌هایی علوم بلاغی است.نام کامل جواهر البلاغه فی ادبیات لغة العرب، کتابی در مورد زیباشناسی زبان عربی است که در دانشگاه و حوزه، در سطوح مختلف به دانش آموختگان علوم دینی یا عربی و ادبیات تدریس می‌شود. 

## معرفی کوتاه و اجمالی کتاب
فهرست، در ابتدای کتاب آمده‌است. در مورد معنای اصطلاحی «بلاغت» از دیرباز تعریف‌های بسیاری بیان شده‌است و اعتبار معانی بیان، از حیث لفظ «فصیح» و از حیث لفظ و معنا «بلیغ» دانسته‌است و در این کتاب از ورود به موضوعاتی که سبب تطویل کلام می‌شود، خودداری شده‌است و کتاب عنوان‌های دیگری همچون جواهر الکلم نیز دارد و جایگزینی برای مطول تفتازانی به حساب می‌آید؛ که به زبان‌های مختلفی همچون فارسی و انگلیسی چاپ شده‌است.

## اشکالات
پرهیز از مباحث کلامی و فلسفی است برخلاف کتاب‌های همچون مطول همچنین وجود تمرین در پایان هر درسنوشتار می‌باشد.فصل بندی و عنوان‌نویسی مناسب دیگر مزایای کتاب است.
از معایب و اشکالات کتاب بجایی المولف نوشته شده مولف که این خطایی نحوی است.از این دست خطاها در چند جای کتاب دیده می‌شود.
بر خلاف شیوه شناخته شده در چاپ کتب،عناوین روی جلد از واژگان عربی و فارسی است که ناخوشایند جلوه می نماید و زیبنده کتاب درسی دانشگاه و حوزه نیست.
حاشــیهٔ صفحــه21: «... و الاولــی مــا صرح به الدســوقی مــن تعلیلها 
مســتعمل عند العرب». صحیح غیر مســتعمله، می   باشــد که واضح نیست .
اشکال دیگر بر کتاب اینکه متن الدراسی به زبان فارسی متن درسی نوشته شده‌است.

## ساختار کتاب
این کتاب، مشتمل بر مقدمه و مباحث مقدماتی و سه بخش است. در بخش اول، «علم معانی» در نه باب و در بخش دوم، علم بیان در سه باب و هر باب در ضمن چند مبحث مطرح شده‌است. در بخش سوم نیز علم بدیع در دو باب تألیف شده که در ذیل هر باب به ترتیب، محسنات معنوی و لفظی عنوان شده‌است.

## ویژگی‌های کتاب
نویسنده این کتاب احمد الهاشمی است. در این کتاب به شیوه خطیب قزوینی نوشته و تنها در مواردی با خطیبقزوینی اختلاف نظر دارد مطالبی را اضافه نموده‌است. وی در پایان کتاب خود از سَرَقات، بحث کرده‌است. روی‌هم‌رفته در کتاب مزبور تمرین‌های سودمندی به شیوه کتب جدید عربی وجود دارد که مورد استفاده دانش آموختگان علوم بلاغی قرار می‌گیرد و روی همین اصل، این کتاب از کتاب‌های درسی، در آموزشگاه‌ها و مدارس متوسطه کشورهای عربی می‌باشد و تاکنون بارها چاپ شده‌است.
علم بلاغت در مقایسه با فنون و زمینه‌های دیرین بلاغت در زبانها و جوامع جهانی، مطالعات و پژوهش‌های علمی معاصر، برد وسیع‌تر و متنوع‌تری از دیگر مسائل نظری وابسته دانسته‌اند. اولین نظریه پردازان در علوم بلاغی غرب دانشمندانی همچون ارسطو، ژاک دریدا، مارکوس کوئنتیلی، کنت بورک، میشل فوکو، مارشال مک لوهان بودند.

## ترجمه، شرح و نقدهای جواهر البلاغه
خلاصه کتاب رعایت مقتضای حال با کلامی فصیح و گویا می‌باشد که در یک جلد است و این کتاب بارها توسط ناشرین تجدید چاپ شده‌است و به صورت نموداری، خلاصه شده و تفصیلی توسط صاحب نظران در این عرصه نقد و مطالبی به آن اضافه شده‌است.
برخی افراد صاحب نظر که برای کتاب جواهر و فنون بلاغی، نقد یا ترجمه و شرح داشته‌اند، عبارتند از:
- حسن عرفان
- محمد ادریسی
- مشکوة
- علی الاوسط